# داشكيسان
داشكيسان (بالفارسية: داشکسن) (بالأذرية: Daşkəsən)‏ عبارة عن مجموعة كهوف من ثلاثة كهوف تقع جنوب شرق سلطانية. يوجد خارج الكهوف معبد يسمى حجر التنين لكهوف داسكسين والذي تم بناؤه بأمر من الملك المغولي محمد أولجايتو في أوائل القرن الرابع عشر. تم بناء المعبد من قبل أربعة حرفيين صينيين. تبدو الهندسة المعمارية لكهوف داشكيسان وكأنها مستطيل غير مكتمل.